# جينجر لين
جينجر لين (مواليد 14 ديسمبر 1962) هي ممثلة إباحية معتزلة وعارضة أمريكية أشتهرت في فترة الثمانينات كما أنها شاركت في عدة أفلام درجة ثانية،في عام 2002 صنفتها إيه في إن في المركز السابع ضمن قائمتها لأعظم خمسون ممثلة إباحية في التاريخ.

## وصلات خارجية
- جنجر لين على موقع IMDb (الإنجليزية)
- جنجر لين على موقع روتن توميتوز (الإنجليزية)
- جنجر لين على موقع ألو سيني (الفرنسية)
- جنجر لين على موقع ميوزك برينز (الإنجليزية)
- جنجر لين على موقع أول موفي (الإنجليزية)
- جنجر لين على موقع قاعدة بيانات الأفلام السويدية (السويدية)
- جنجر لين على موقع إن إن دي بي (الإنجليزية)
- جنجر لين على موقع ديسكوغز (الإنجليزية)
- جنجر لين على موقع قاعدة بيانات الفيلم (الإنجليزية)
- جنجر لين على موقع ليتربوكسد (الإنجليزية)